# Lamachus frutetorum
Lamachus frutetorum är en stekelart som först beskrevs av Hartig 1838.  Lamachus frutetorum ingår i släktet Lamachus och familjen brokparasitsteklar. Arten är reproducerande i Sverige. Inga underarter finns listade i Catalogue of Life.